# Golachinnenahalli, Gauribidanur
Golachinnenahalli là một làng thuộc tehsil Gauribidanur, huyện Kolar, bang Karnataka, Ấn Độ.